# Ourkunje
Ourkunje (probablement seria mes correcte Urkunje) fou un districte esmentat a l'autobiografia de Tamerlà con annex a Coràsmia i que probablement seria una derivació de Urgenj o Urganj, la principal ciutat i fortalesa del país. Al mapa que acompanya va versió en anglès de l'Atobiografia de Tamerlà, Ourkunje apareix amb aquest nom com una ciutat situada aproximadament on hauria d'estar Urganj(la qual no apareix).
En la seva primera expedició a Coràsmia feta sota ordres de Qazaghan, Tamerlà va aconseguir el triomf i va repartir les fortaleses dels dos països (Coràsmia i Ourkunje) entre els seus amirs, però després diu que va nomenar un únic kutwali de confiança i va establir un govern regular; Abd Allah ibn Qazaghan li va concedir Ourkunge a Tamerlà, però probablement només les rendes. El districte com a tal, amb aquest nom, ja no torna a ser esmentat, però Urganj o Urgenj apareix repetidament a la història de Coràsmia.

## Referència
- The Mulzufat Timury Or Autobiographical Memoirs, Written in the Jagtay Turky, per Timur ibn Taraga'i Jurjan, inclou mapa